# 亞當斯島

亞當斯島（英語：Adams Island）是新西蘭的島嶼，位於太平洋海域，屬於奧克蘭群島的一部分，長17公里、寬9公里，面積100平方公里，湖岸線長度61.3公里，最高點海拔高度705米，該島無人居住。
50°52′59.99″S 166°04′59.99″E / 50.8833306°S 166.0833306°E